# Mahdia, Guyana
Mahdia är en stad i regionen Potaro-Siparuni i centrala Guyana. Staden hade 2 563 invånare vid folkräkningen 2012. Den är huvudort i regionen Potaro-Siparuni och ligger cirka 202 kilometer sydväst om Georgetown.